# Брегово (Кирджалійська область)
Бре́гово (болг. Брегово) — село в Кирджалійській області Болгарії. Входить до складу общини Кирково.

## Населення
За даними перепису населення 2011 року у селі проживали 82 особи, з них 81 особа (98,8%) — турки.
Розподіл населення за віком у 2011 році:
Динаміка населення: